# Haplolobus lanceolatus
Haplolobus lanceolatus är en tvåhjärtbladig växtart som beskrevs av Herman Johannes Lam. Haplolobus lanceolatus ingår i släktet Haplolobus och familjen Burseraceae. Inga underarter finns listade i Catalogue of Life.